# Sleepy Hollow (New York)
Sleepy Hollow, (Letterlijk vertaald als Slaperige Buurt of Slaperige Leegte) is een dorp in Mount Pleasant, Westchester County, in de staat New York.
Het was beter bekend als North Tarrytown tussen 1874 en 1997. De plaats is weer hernoemd in maart 1997 tot Sleepy Hollow. Vanaf het einde van de Amerikaanse Revolutie werd het dorp bij de naburige dorpen gevoegd tot een gemeente in 1874. Het dorp heeft ook de naam Beekmantown of Beekmansdorp gedragen.
In de plaats Sleepy Hollow is de Philipsburg Manor te vinden, een oude handelspost met watermolen verbonden met twee loopbruggen, en de Oude Nederlandse Kerk van Sleepy Hollow met het bijbehorende kerkhof. De plaats werd bekend door verhalen van de schrijver Washington Irving, die er ook begraven ligt. Ook is er het oude landhuis Kykuit te vinden met 18 kamers. Tijdens de census van 2020 had Sleepy Hollow 9.986 inwoners.

## Plaatsen in de nabije omgeving
De onderstaande figuur toont nabijgelegen plaatsen in een straal van 8 km rond Sleepy Hollow.